# Ibenbach
Der Ibenbach, auch Ibentäler Bach genannt, ist ein rechter und mit 11 km der längste Zufluss des Wagensteigbaches im Mittleren Schwarzwald in Baden-Württemberg, der selbst rechter und nördlicher Quellfluss der Dreisam ist.

## Name
Der Bach wird im Jahr 1344 als Nidernywa erstmals schriftlich erwähnt. Der Bestandteil „ib“ im Namen weist auf frühere Eibenbestände hin.

## Verlauf

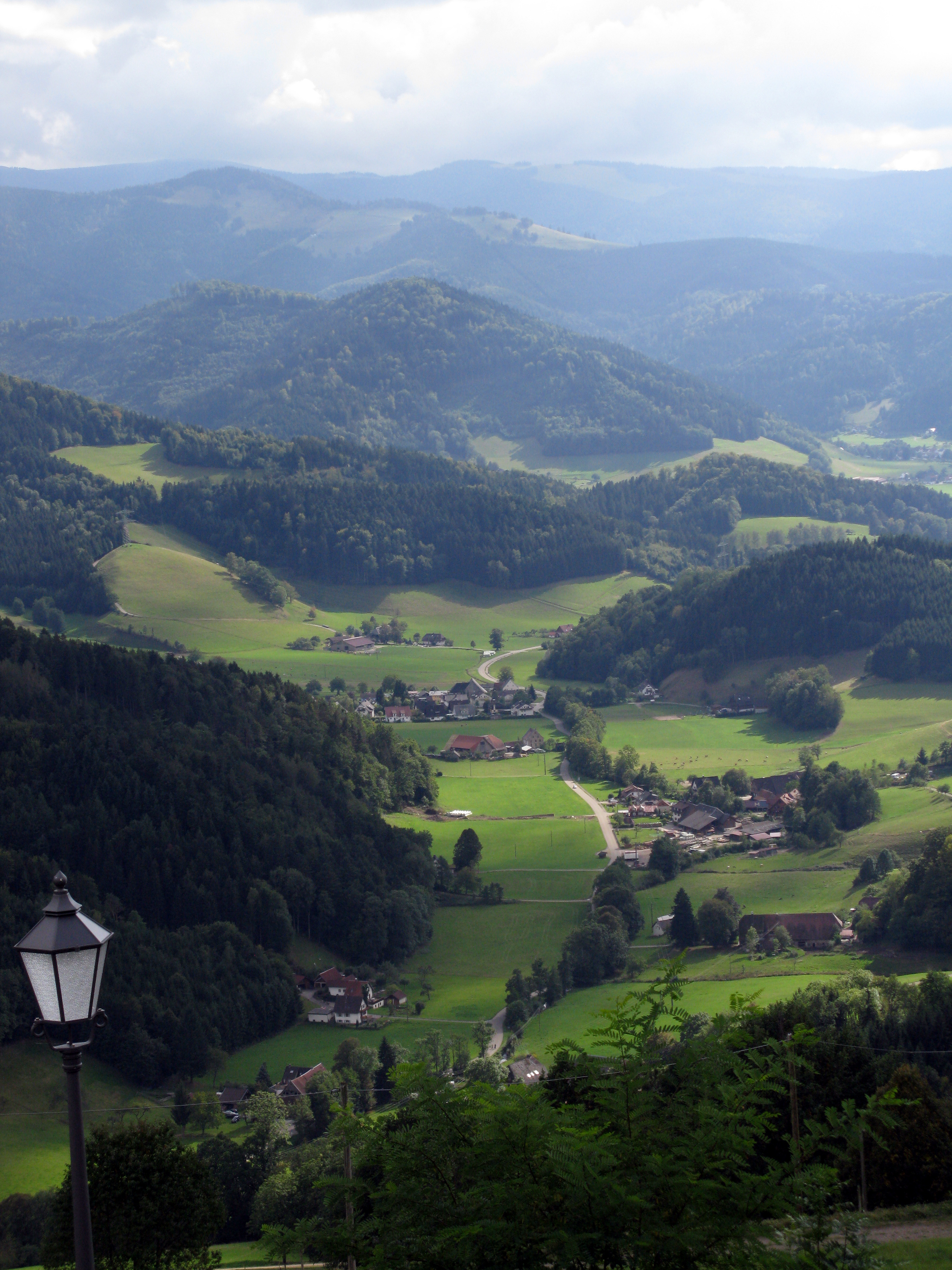
Unteribental von der Lindenbergkapelle

Die Quelle des Ibenbaches liegt 1,7 Kilometer nördlich von St. Märgen in 1.008 Metern Höhe am Südhang des 1.039,5 m hohen Kapfenberges.
Das obere Ibental ist eine nach Südwesten offene, von Grünland und steileren Waldhängen geprägte Hochmulde, die von zahlreichen kleinen Quelltälern gegliedert wird. Das weitere Tal verläuft mit geringen Windungen südwestlich.
Beim Weiler Oberibental sind die sanft geneigten Talhänge nur rund 100 Meter hoch, so dass hier eine den südlichen Schwarzwald querende Römerstraße, Vorläuferin der östlich benachbarten Wagensteige, talaufwärts von der Talsohle auf die besser wegsamen Hochflächen wechseln konnte. Talabwärts erreichen die flankierenden Bergzüge dann wieder größere Höhen; zwischen Lindenberg (813,7 m) und Winterkapf (795,7 m) ist das Tal des Ibenbaches gut 300 Meter tief und damit so tief wie nirgends sonst.
In Unteribental treten neben die schon im oberen Tal anzutreffenden Einzelhöfe und Weiler in meist für den Schwarzwald typischer Bauweise auch kleinere geschlossene Siedlungsgebiete. Am Austritt in die Ebene des Zartener Beckens mündet der Ibenbach von rechts in den hier mehr als doppelt so wasserreichen Wagensteigbach. Er selbst führt hier im Mittel etwa 450 l/s Wasser.
Aus seinem schmalen, knapp 19 km² umfassenden Einzugsgebiet fließen dem Ibenbach zahlreiche Nebenbäche zu, die aber alle recht klein sind. Einzugsgebiete von mehr als einem Quadratkilometer Größe haben nur der Schönbach und der Kreuzhofbach, die von rechts münden, sowie der von links herabkommende Weberdobelbach.